# NBA Kareem Abdul-Jabbar Social Justice Champion Award
Il Kareem Abdul-Jabbar Social Justice Champion Award è il premio conferito dalla NBA al giocatore che più si sta impegnando nella giustizia sociale. 
Il premio è stato creato nella stagione 2021-2022 e dedicato a Kareem Abdul-Jabbar, giocatore molto impegnato nel Movimento per i diritti civili degli afroamericani. 
Ogni team nomina un giocatore dal proprio roster per aggiudicarsi il premio; il vincitore del trofeo deciderà poi un'associazione a cui donare la vincita di 100000 $.

## Vincitori
|  | Eletto nella Basketball Hall of Fame |

| Stagione  | Nazionalità | Giocatore       | Squadra             |
| --------- | ----------- | --------------- | ------------------- |
| 2020-2021 | Stati Uniti | Carmelo Anthony | Portland T. Blazers |
| 2021-2022 | Stati Uniti | Reggie Bullock  | Dallas Mavericks    |
| 2022-2023 | Stati Uniti | Stephen Curry   | G.S. Warriors       |

.